# 鹿島Ascendia
鹿島Ascendia（アセンディア）は、日本の鹿嶋市を拠点とする日本初のプロフットゴルフクラブ。
2023年8月17日創設。代表は吉澤颯真（合同会社DayProduce）。
クラブ名は、ポルトガル語の太陽を表し英語で法人名にも含まれているdiaと上昇を表すascenderを合わせた造語である。
所属選手は元Jリーガーの青木剛と元VEEX TOKYO Ladiesである小村紗貴子。